# Roger Mennevée
Roger Mennevée (Torcy, 21 décembre 1885 - Paris, 26 septembre 1972) est un essayiste et journaliste français, qui s'est spécialisé dans la dénonciation de l'oligarchie financière.

## Biographie
Fondateur et directeur d'un périodique, Le Courrier politique et financier, fondé en 1913 et devenu Les Documents politiques, diplomatiques et financiers (1920-1969), il est surtout connu pour sa dénonciation des menées politico-financières du patronat, de l'« oligarchie financière » française et internationale. Il se présente à l'origine comme un « républicain » hostile à la « réaction » (la droite selon le vocabulaire politique des années 1920), à la politique étrangère du Bloc national et de Raymond Poincaré, perçue comme nationaliste . Le quotidien royaliste et nationaliste L'Action française le présente en 1933 comme un journaliste « radical et radical-socialiste », et souligne son hostilité aux organisations catholiques.
Il épluche la presse et les annuaires professionnels pour établir la liste des parlementaires français administrateurs de sociétés et fait paraître dans l'entre-deux-guerres, chaque année, un annuaire, Parlementaires et financiers, qui répertorie ces députés et sénateurs. Il consacre plusieurs ouvrages à des hommes d'affaires comme Basil Zaharoff. Il dénonce à la fin des années 1920 le Redressement français dans ses Documents politiques, diplomatiques et financiers,.
Il suit aussi à la trace et dénonce les organisations antimaçonniques. Albert Vigneau a témoigné de son (ancienne) appartenance maçonnique à la même obédience que lui, la Grande Loge de France, déclarant l'avoir croisé comme frère invité et déclarant qu'il s'est attaqué par ses publications au contrôle, par le Redressement français, d'un organe de presse qu'il qualifie d'« officieux de la GLDF », propos qu'a niés et condamnés l'obédience.
Après la Seconde Guerre mondiale, il écrit des centaines de pages sur le complot mythique de la Synarchie, tout en continuant à se présenter comme un homme de gauche. Il y voit l'action occulte des jésuites,, et développe une vision complotiste, affirmant que la Synarchie a voulu abattre la République avant la guerre et tirait les ficelles de la vie politique. Il pense que la synarchie est un centre de décision unique et mondial, une des « forces occultes qui mènent le monde ». Selon lui, il y aurait le pôle P (protestant) dirigé par des Anglo-saxons et des Nordiques, le pôle c/s (catholico-synarchiste) réunissant les intérêts financiers concentrés autour de l’Église et le pôle C (communiste) tendant à déposséder les deux premiers de leur prédominance. Le Maitron classe Roger Mennevée conjointement avec Henry Coston et Jean Galtier-Boissière, parmi les sources d'« extrême droite » exploitées par Paul Rassinier pour rédiger un article « véhiculant la théorie conspirationniste de la "synarchie" ».  
Le fonds d'archives de Roger Mennevée a été acquis par l'Université de Californie à Los Angeles.

## Publications
- Le Service Postal et les Timbres De Belgique, Paris, Publications Modernes, 1912
- Les Documents politiques, diplomatiques et financiers, 1920-1969
- Le 'Cas' Weygand; les influences étrangères dans la politique
- Sir Basil Zaharoff, l'homme mystérieux de l'Europe, Paris, Les Documents politiques, 1928
- Diplomatie et oligarchie. Sir Basil Zaharoff et Monaco. Une trahison diplomatique du cabinet Clemenceau, 1928
- L'Organisation anti-maçonnique en France de 1900 à 1928, Paris, Dubois et Bauer, 1928
- L'espionnage international: en temps de paix, 1929
- M. Ivar Kreuger. Le roi des allumettes, Les documents politiques, 1932
- Les origines du conflit italo-éthiopien et la Société des nations, sous-titré: des incidents de Oual-Oual à l'agression italienne, novembre 1934 à octobre 1935
- L'Agence économique et financière devant la commission parlementaire, 1952